# When Rain Clouds Gather
When Rain Clouds Gather è il primo romanzo dell'autrice Bessie Head, pubblicato nel 1968.
Dopo aver lasciato il Sudafrica nel 1964, Head scrisse il romanzo mentre era in esilio in Botswana, completandolo poi nel 1967. Fu pubblicato per la prima volta a Londra da Victor Gollancz e successivamente negli Stati Uniti d'America.

## Trama
Makehaya fugge dal Sudafrica dominato dall'apartheid e si rifugia in Botswana. Nel villaggio di Golema Mmidi incontra Gilbert, un inglese che sta cercando di modernizzare l'agricoltura. I due uniscono  così le proprie forze per creare un sistema utopico, ma vengono però contrastati dal capo villaggio.

## Critica
Secondo alcuni critici il libro enfatizza gli aspetti della speranza e della disperazione e descrive l'amore come "una forza magica che può superare sfide insuperabili". Altri critici ritengono inoltre che il romanzo sia precursore di alcune  politiche e ideologie del pensiero ambientalista dell'inizio del XXI secolo, nel contesto postcoloniale. 

## Riconoscimenti
Nel 2022 l'opera è stata inclusa nel Big Jubilee Read, un elenco di 70 libri di autori del Commonwealth redatto per celebrare il Giubileo di platino della Regina Elisabetta II.